# Prosaptia
Prosaptia är ett släkte av stensöteväxter. Prosaptia ingår i familjen Polypodiaceae.

## Dottertaxa tillProsaptia, i alfabetisk ordning[1]
- Prosaptia alata
- Prosaptia ancestralis
- Prosaptia archboldii
- Prosaptia barathrophylla
- Prosaptia binaiyensis
- Prosaptia bolobensis
- Prosaptia borneensis
- Prosaptia brassii
- Prosaptia burbidgei
- Prosaptia capillipes
- Prosaptia cavisora
- Prosaptia celebica
- Prosaptia ceylanica
- Prosaptia circumvallata
- Prosaptia contigua
- Prosaptia crenata
- Prosaptia cryptocarpa
- Prosaptia davalliacea
- Prosaptia deltoideophylla
- Prosaptia engleriana
- Prosaptia fungosa
- Prosaptia fusca
- Prosaptia fuscopilosa
- Prosaptia geluensis
- Prosaptia giluwensis
- Prosaptia idenbergensis
- Prosaptia immersa
- Prosaptia javanica
- Prosaptia koitakiensis
- Prosaptia maidenii
- Prosaptia micropora
- Prosaptia morobensis
- Prosaptia mulierum
- Prosaptia multicaudata
- Prosaptia negrosensis
- Prosaptia novae-hiberniae
- Prosaptia nutans
- Prosaptia obliquata
- Prosaptia palauensis
- Prosaptia pectinata
- Prosaptia pendens
- Prosaptia pensilis
- Prosaptia pinnata
- Prosaptia repens
- Prosaptia rhodocarpa
- Prosaptia rivularis
- Prosaptia samoensis
- Prosaptia seramensis
- Prosaptia shawii
- Prosaptia stellatosetosa
- Prosaptia stenobasis
- Prosaptia subglabra
- Prosaptia subhamato-pilosa
- Prosaptia subnuda
- Prosaptia subulatipinna
- Prosaptia sulawesica
- Prosaptia urceolaris
- Prosaptia venulosa
- Prosaptia venulosoides
- Prosaptia whartoniana
- Prosaptia wobbensis
- Prosaptia vomaensis